# Ludwig Heinrich Philipp von Ramdohr
Ludwig Heinrich Philipp von Ramdohr (* 1762 in Hoya; † 11. Mai 1831 in Bleckede) war ein Gutsbesitzer, westphälischer Kantonmaire und später Kommandeur des hannoveranischen Landwehrbataillons Lüneburg in der Schlacht bei Quatre-Bras.

## Herkunft
Ludwig Heinrich Philipp von Ramdohr war der zweitälteste Sohn des Land- und Schatzrates Alexander Andreas von Ramdohr (1724–1782) und der Johanna von Borries. Sein älterer Bruder war Basilius von Ramdohr, ein jüngerer Bruder war Wilken Albrecht Christian von Ramdohr (* 11. November 1766 in Drübber; † 1823 Horneburg), später Gutsherr auf Neuhof bei Lübeck und Vater des Generals Wilhelm Albrecht Andreas von Ramdohr.

## Leben und Laufbahn

### Dienst in der Kurhannoverschen Armee

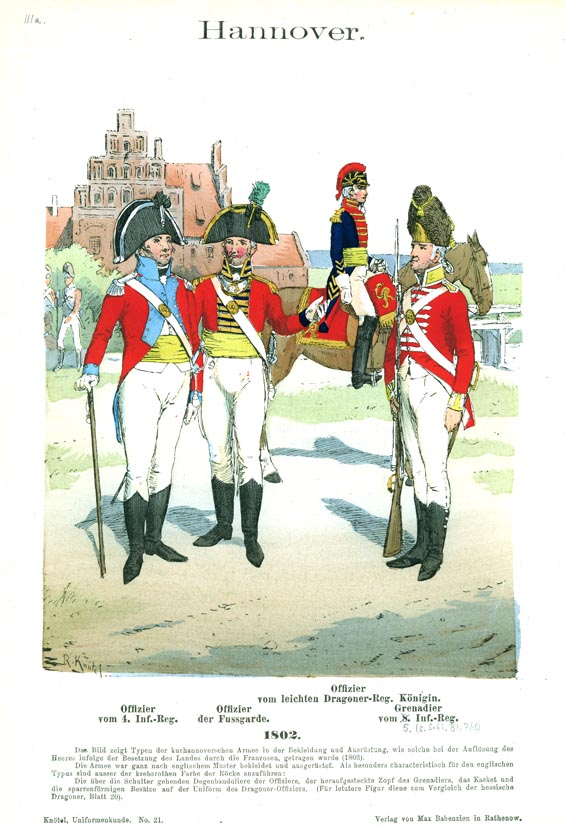
Hannoverscher Infanterieoffizier 1802 (links). Die dargestellte Uniform entspricht jener des Infanterieregiments Nr. 11

Ludwig Heinrich Philipp von Ramdohr wurde am 20. Januar 1780 Fähnrich im Füsilier-Regiment 13A in Ratzeburg. Am 5. Juli 1785 wurde er zum Leutnant befördert. 1794 bezeugte er in Lüchow die Verhaftung eines antifeudalistischen Predigers, was immerhin zur Einsetzung einer Kommission wegen der beklagten Missstände seitens des Adels führte.
Im Jahre 1798 heiratete er Christine Charlotte Luise Sophie von Schulte aus dem Hause Burgsittensen (* 3. März 1770 in Ratzeburg; † 19. April 1857 in Celle), die 1794 von ihrem ersten Mann, Johann Dethloff Friedrich von Oertzen (1769–1821), geschieden war. Sie war die Tochter der Sophie Margarethe Henriette von Bülow.
Am 3. Mai 1800 erhielt er den Titel eines Capitain in seinem alten Regiment Nr. 13, das im Mai 1801 unter anderem bei Lüchow, Bleckede und Bevensen stationiert war und welches ab 1802 mit der Nummer 11 bezeichnet wurde. Bis zur Auflösung der kurhannoveranischen Armee nach der Konvention von Artlenburg 1803 blieb Ramdohr im selben Rang in diesem Regiment, dessen Quartiere sich bei Ratzeburg befanden.

### Gutsbesitzer und Maire im Königreich Westphalen
Außer Dienst gestellt, wurde er 1804 nach Kauf des, ehemals von Verwandten seiner Gattin, den Geschlechtern Oertzen und Bülow, als Lehen bewirtschafteten Gutes zum Herrn auf Beidendorf im Bistum Ratzeburg (Mecklenburg) bis zum Weiterverkauf des Gutes 1810 an den Kammerjunker Hans Jasper von Both. Ramdohr betrieb Landwirtschaft und veröffentlichte einige diesbezügliche Fachaufsätze. Bald danach fungierte er im Jahr 1812 als königlich-westfälischer Kantonmaire im Departement der Elbe mit der Verwaltung der 1811 neu organisierten Kantone Gartow  und Quickborn im heutigen Landkreis Lüchow-Dannenberg betraut und hatte seinen Amtssitz in Gartow, vermutlich bis zum Zusammenbruch des napoleonischen Königreichs Westfalen.

### Oberstleutnant des Landwehrbataillons Lüneburg bei Quatre-Bras

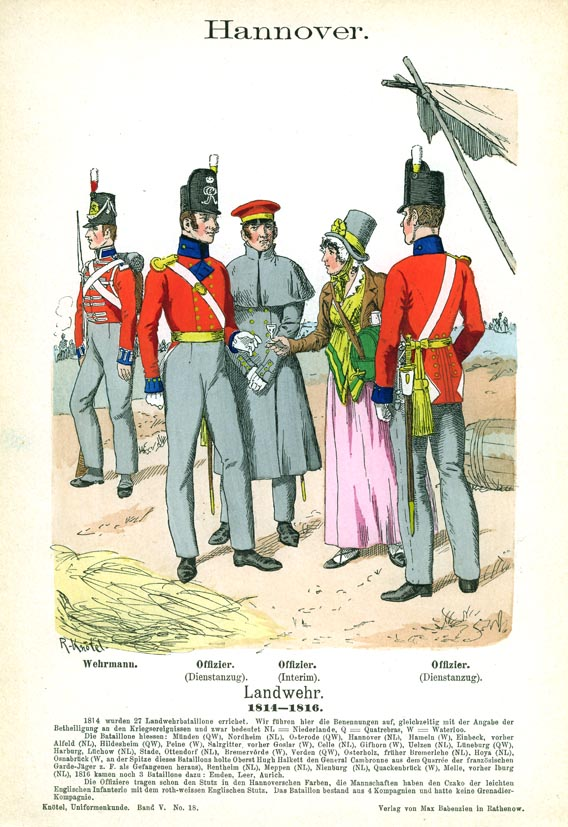
Hannoversche Landwehr 1815

Im Zuge des Herbstfeldzuges 1813 gegen Frankreich wurde Ramdohr per Instruktion vom 24. Dezember 1813 die Organisation des neu errichteten Landwehrbataillons Lüneburg befohlen, dessen Stabsquartier in Lüneburg lag, und dessen vier Kompanien in Lüneburg, Bevensen, Dahlenburg, Dannenberg (später 1817 in Lüneburg, Winsen, Bardowieck und Bleckede) standen. Er wurde am 6. Januar 1814 zum Major befördert und war Kommandeur der Einheit, die ab September 1814 Besatzungsdienste in Brügge leistete, und im März 1815 die Festung Ypern besetzte. Am 28. März 1815 wurde Ramdohr zum Oberstleutnant befördert.
Im britisch-hannoverschen Heer war er, laut manchen Quellen, zum 15. Juni 1815 in Brüssel eventuell vorübergehend der 3. Division unter Generalleutnant Baron Carl von Alten, 1. hannoversche Brigade unter Generalmajor Kielmannsegg, zugeteilt und sollte das Kommando über das Feldbataillon Lauenburg erhalten. In der Schlacht bei Quatre-Bras kommandierte er jedoch, von zahlreichen Quellen unabhängig belegt, das der 4. hannoverschen Brigade (Colonel Best) angehörende, 624 Mann starke Landwehrbataillon Lüneburg, das mehrere Attacken französischer Kürassiere aus einem Straßengraben heraus abwehrte:

„… Als die feindliche Cavallerie anritt, ertheilte der Commandeur Oberstlieutenant v. Ramdohr dem Bataillone Lüneburg den Befehl, in den etwa 3 Fuß tiefen Chausseegraben vorzutreten, um den Choc in einer Linie abzuschlagen; dies geschieht mit größter Ruhe, während die Cavallerie bereits auf 200 Schritt nahe gekommen ist; die Offiziere blieben zum Theil auf der Chaussee hinter dem Bataillone stehen, um ihre zum ersten Male ins Gefecht kommenden Leute desto besser übersehen zu können. Der Commandeur des Bataillons untersagt alles Schießen, läßt mit größter Ruhe und Kaltblütigkeit den Feind bis auf 30 Schritt herankommen, commandirt dann das Feuer und jetzt mit so entscheidender Wirkung, daß die ganze erste Reiterlinie umkehrt und zerstiebt; eine zweite reitet an; das Kanonenfeuer ist inzwischen so betäubend geworden, daß die Companien das Commando des Commandeurs nicht mehr zu hören vermögen; im richtigen Augenblicke treten die Compagnie-Chefs ein und geben das Feuer mit ähnlicher Wirkung ab …“

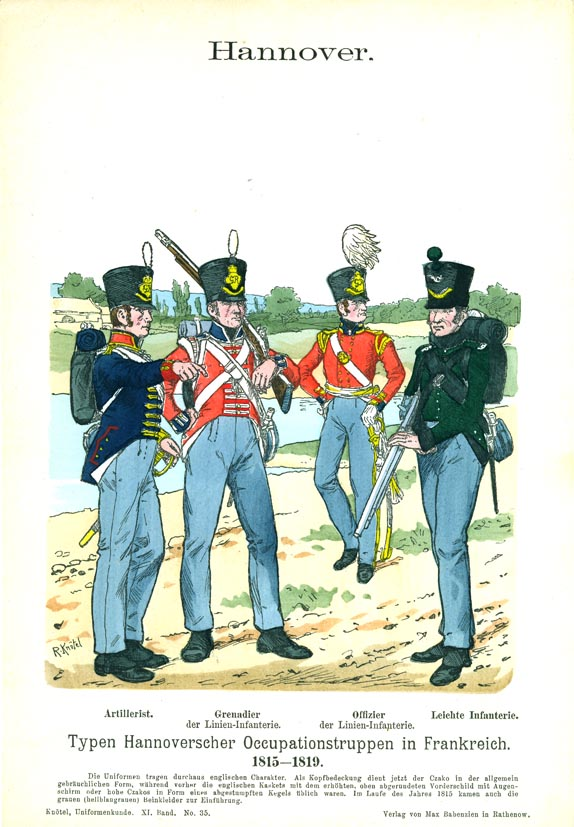
Hannoversche Okkupationstruppen 1816

Am 7. Juli 1815 kam das Landwehrbataillon im Lager von Neuilly bei Paris an. Im Rahmen der Besatzungsarmee sollte Ramdohr, anderen Quellen zufolge, das bis 1818 vorgesehene Kommando über das Feld-Infanterie-Bataillon Lüneburg in Condé erhalten. Er zog jedoch am 30. Oktober mit dem Landwehrbataillon nach l’Etang weiter und trat am 8. Dezember 1815 mit der 4. hannoverschen Brigade den Rückmarsch nach Hannover an. Diese Brigade wurde, nachdem Colonel Best zum Okkupationscorps abkommandiert war, nun von Ramdohr befehligt. Am 29. Dezember 1815 erhielt er bei der erstmaligen Verleihung des Guelphen-Ordens als besondere Auszeichnung das Kommandeur-Kreuz II. Klasse dieses Ordens. Die von ihm befehligte, etwa 2600 Mann starke, 4. Brigade, umfassend die Landwehrbataillone Lüneburg, Verden, Osterode und Minden, wurde als Truppenkörper noch vor der Überschreitung des Rheins am 16. Januar 1816 aufgelöst.
Am 6. Februar 1816 hielt das Landwehrbataillon seinen feierlichen Einzug in Lüneburg, zu welchem Anton Christian Wedekind einen Lobtext auf Ramdohr verfasste. Die Truppe wurde sodann auf Friedensstärke gesetzt und trat ab dem 10. Februar in den gewöhnlichen Landwehrdienst über. Am 8. März 1816 wurde Ramdohr zum leichten Feldbataillon Osnabrück versetzt, das als leichtes Bataillon 1818 das erste Bataillon des königlich-hannoverschen 9. Infanterieregiments Osnabrück „Herzog von York“ bildete. Im zweiten Bataillon (Landwehrbataillon Osnabrück) diente seit dem 4. September 1815 auch Ramdohrs Neffe Wilhelm als Fähnrich. 1820 trat Ludwig Heinrich Philipp von Ramdohr mit dem Charakter eines Obersten der hannoverschen Armee in Pension. Am 6. Juni 1825 wurde er von Georg IV. mit zahlreichen Gütern belehnt, auch mit dem „Zehnten bei dem Gut Drübber der Familie von Ramdohr.“ Ludwig Heinrich Philipp von Ramdohr starb 1831 als Elbzollinspektor in Bleckede.

## Orden und Ehrenzeichen
- Kommandeur-Kreuz des Guelphen-Ordens
- Waterloo-Medaille

## Werke
- Ramdohr, v. (Hauptmann): Etwas über den Werth des Arbeitsochsens für Mecklenburg. Annalen des Ackerbaus, 5. Jg. 1809, 10. Band., S. 359–389.
- Ramdohr, H.P. von: Von dem Aufschwellen des Hornviehs, und den dagegen anzuwendenden Mitteln. Hannoverisches Magazin. Januar 1780 (verfasst in Niedeck), 18. Jg., 7. Stück, S. 109–110.
- Ramdohr, H.P. von: Etwas von Futterkräutern. Hannoverisches Magazin. Mai 1780 (verfasst in Niedeck), 18. Jg., 40. Stück, S. 633–638.